# Suse Martin
Suse Martin (* 9. Mai 1949) ist eine deutsche Juristin und ehemalige Vorsitzende Richterin am Bundesfinanzhof.

## Leben
Die promovierte Juristin begann ihre berufliche Laufbahn 1976 im Dienst der höheren Finanzverwaltung des Landes Baden-Württemberg. 1981 wechselte sie als Richterin an das dortige Finanzgericht. Diesem Gericht gehörte sie, unterbrochen durch eine vierjährige Abordnung als wissenschaftliche Mitarbeiterin an den Bundesfinanzhof, bis zu ihrer Ernennung zur Richterin am Bundesfinanzhof 1991 an. 2008 erfolgte ihre Ernennung zur Vorsitzenden Richterin am Bundesfinanzhof und die Übernahme des Vorsitzes im für Umsatzsteuer und Kindergeld zuständigen V. Senat.
Von 2002 bis 2006 war Suse Martin Mitglied des Präsidialrates des Bundesfinanzhofes. Mit Ablauf des August 2013 trat sie in den Ruhestand.